# Коломак (Харьковская область)

Вид на современный Коломак, 2003 год

Колома́к либо Коло́мак (укр. Коломак) — посёлок, Коломакский поселковый совет, Богодуховский район, Харьковская область. Является административным центром Коломакского поселкового совета, в который, кроме того, входит село Новоивановское, до 2020 года являлся центром упразднённого Коломаского района.

## Географическое положение
Посёлок городского типа Коломак находится в 25 км от Валок на реке Коломак в месте впадения в неё рек Шляховая и Вязовая. Выше по течению на расстоянии в 2 км расположено село Гвоздево (Валковский район), ниже по течению примыкают сёла Гуртововка и Резуненково.
Расположен в 90 километрах по автодорогам к западу от Харькова.

## Происхождение названия
Коломак получил название от реки Коломак (по гидрониму), на берегу которой остановились первые поселенцы. Предположительно, название реке дали половцы, которые населяли эти места в IX—XII веках (по-тюркски «коломак» — разветвленная, заболоченная река).

## История
В письменных источниках Коломакское городище впервые упоминается в «росписи» 1571 года.
Селение основано в середине XVII века (возможно, в 1668 году) как острог на границе Русского государства.
Заняв водораздел Днепра и Дона, слобожанские казаки преградили крымским татарам пути в Центральную Россию: слобода Рубежная (основана в 1652—1660), города Савинцы (1671), Белополье (1672), Волчанск (1674), Коломак встали прямо на татарских тропах. С самого начала заселения Слобожанщины переселенцы вели борьбу с кочевыми татарами, которые часто совершали набеги на села и хутора, убивали и уводили в рабство людей, отбирали скот и имущество.
В 1680 году Коломак стал сотенным городком Ахтырского полка, затем — слободой Харьковского полка.

Памятник Мазепе

25 июля 1687 года здесь состоялись выборы гетмана Украины. По свидетельствам современников, на большой низине около казацкого лагеря была собрана рада. Место выборов было окружено тесным кругом российского войска. Вокруг казаков расставлены были стрелки и рейтары. На совете присутствовали 800 конных и 1200 пеших казаков. Старшина выкрикнул имя Мазепы, а когда кое-кто попробовал назвать имя другого, их «вмить угамували». Иван Мазепа был избран гетманом Украины и здесь же были подписаны Коломакские статьи. «Мазепу избрали в гетманы, главным образом оттого, что так хотелось любившему его Голицыну.»
В ходе Северной войны в феврале 1709 года Коломак был сожжен шведскими войсками, но в 1711 восстановленную слободу сожгли и разрушили крымские татары, которые захватили и увели в плен многих жителей.
В 1773 году в слободе проживало 3546 человек, из них казаков и крестьян — 3385 человек. Основным занятием жителей было сельское хозяйство, но положение селения на торговом тракте способствовало развитию торговли, в конце XVIII века Коломак становится местом проведения ярмарок.
В 1780 году Коломак стал слободой Валковского уезда Харьковского наместничества (с 1835 года — Харьковской губернии).
В 1895 году здесь насчитывалось 782 двора, 3 церкви, 2 школы, 4 лавки и 6 постоялых дворов.
В январе 1918 года здесь была установлена Советская власть, но уже в апреле 1918 года селение были оккупированы немецкими войсками, в дальнейшем в ходе гражданской войны власть несколько раз менялась.
12 декабря 1919 года Советская власть была восстановлена.
В 1920 году на помещичьих землях был создан первый совхоз.
Во время Великой Отечественной войны с 16 октября 1941 до середины сентября 1943 года селение находилось под немецкой оккупацией.
В 1959 получен статус посёлка городского типа и ликвидирован Коломакский район. С 1959 по 1998 год Коломак входил в Валковский район.
По состоянию на начало 1966 года здесь действовали животноводческий колхоз им. Орджоникидзе, свиноводческий колхоз им. Кирова, сахарный завод, кирпичный завод, молокозавод, птицеинкубаторная станция, 5 школ, больница, туберкулёзный диспансер, две амбулатории, детский сад, ясли, Дом культуры, 10 магазинов и 4 предприятия общественного питания. Население в 1966 году составляло 7300 человек.
В 1980 году здесь действовали Новоивановский сахарный комбинат, кирпичный завод, производственные участки спецхозов им. С. М. Кирова и им. 50-летия Октября, комбинат коммунальных предприятий, сепараторный цех Ковягского молочного завода, две общеобразовательные школы, больница, медицинская амбулатория, Дом культуры, три библиотеки и два клуба.
В январе 1989 года численность населения составляла 4628 человек.
В июле 1995 года Кабинет министров Украины принял решение о приватизации находившегося в посёлке совхоза «Новоивановский».
В ноябре 1997 года Кабинет министров Украины утвердил решение о приватизации находившегося в посёлке хлебоприёмного предприятия.
В 1998 году был воссоздан Коломакский район (выделением из Валковского в новых границах); в июле 2020 года район был ликвидирован.
По данным переписи 2001 года население составляло 3844 человека, на 1 января 2013 года — 3074 человека.

## Экономика
- Новоивановский сахарный завод.
- Молочно-товарная и свинотоварная ферма.
- «КОЛОС», сельскохозяйственное ООО.
- Кирпичный завод.

## Транспорт
Находится в 7 км от железнодорожной станции Коломак (на линии Харьков — Полтава).
К посёлку ведёт автомобильная дорога Т-2117.

## Объекты социальной сферы
- Школа.

## Достопримечательности

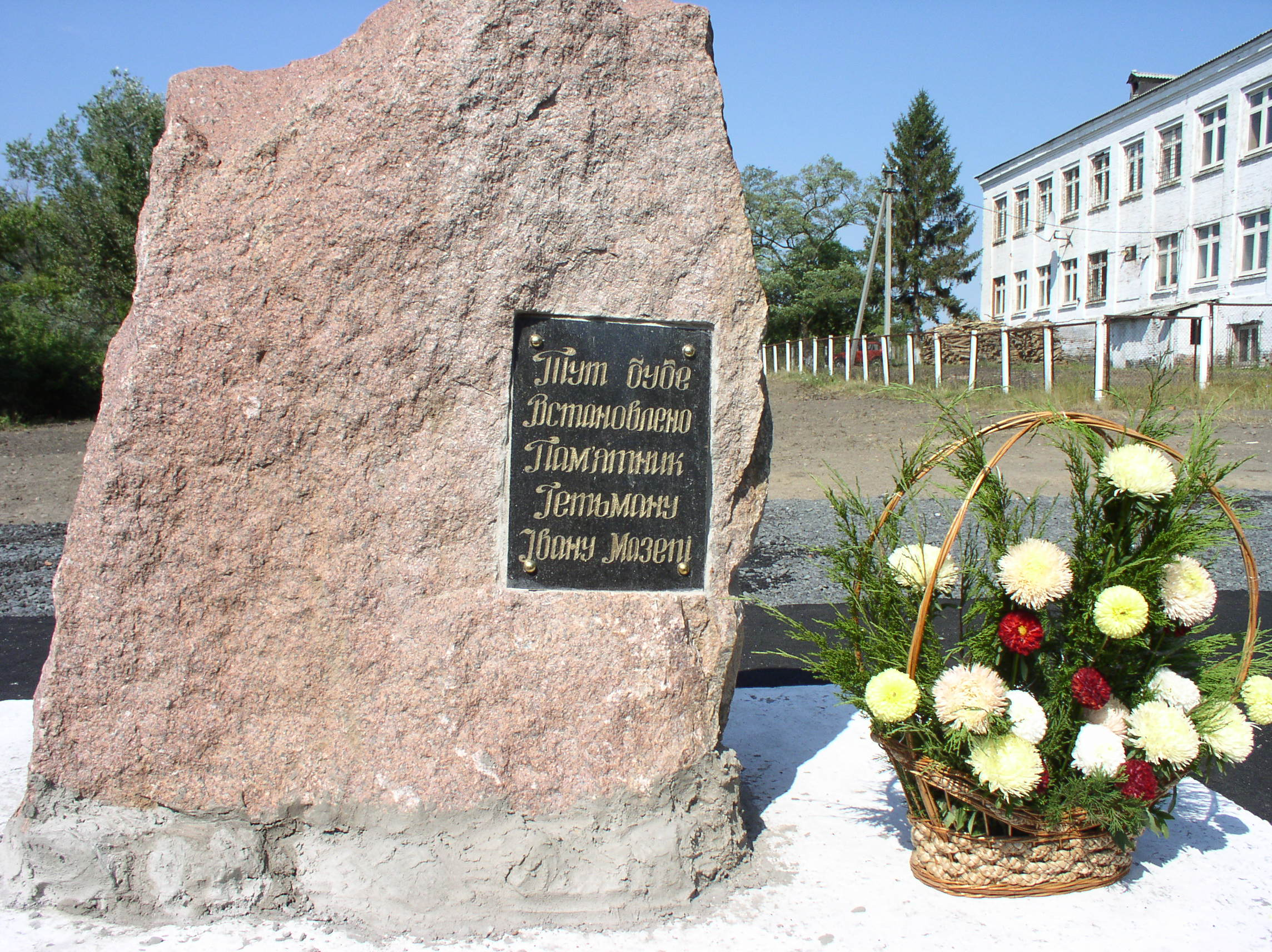
Памятный камень на месте избрания Мазепы гетманом

- Памятник на месте избрания Мазепы гетманом Украины.
- В центре посёлка — братская могила советских воинов и памятный знак воинам-односельчанам. Похоронено 44 воина.
- Возле сахарного завода — братская могила советских воинов. Похоронено 233 воина.

## Религия
- Церковь Вознесения Христова.

## Известные уроженцы и жители
- Богатырь, Захар Антонович (1909—1993) — советский государственный и общественный деятель. Во времена Великой Отечественной войны — руководитель диверсионных групп партизан.
- Колесник, Алексей Николаевич (1949—2015) — советский и украинский государственный деятель, депутат Верховной рады Украины (1990—1992), председатель Харьковского областного совета (2002—2004).